# Tenodera houyi
Tenodera houyi är en bönsyrseart som beskrevs av Werner 1928. Tenodera houyi ingår i släktet Tenodera och familjen Mantidae. Inga underarter finns listade i Catalogue of Life.